# Ivo Milazzo
Ivo Milazzo (Tortona, 20 de junho de 1947) é um renomado desenhista de histórias em quadrinhos da  Itália.
É co-criador de Ken Parker, junto ao roteirista Giancarlo Berardi, um dos personagens mais cults dos quadrinhos italianos de westerns.
Desenha para a Sergio Bonelli Editore, tradicional casa dos quadrinhos italianos, com sede em Milão.